# تمنع
تمنع (به عربی: تمنع) یک منطقهٔ مسکونی در یمن است که در استان شبوه واقع شده‌است.